# Wolfgang Korte

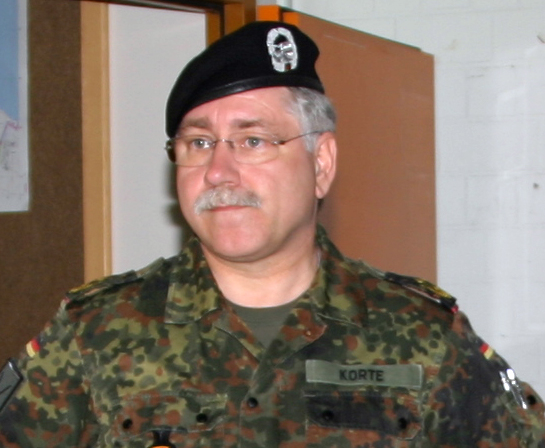
Wolfgang Korte (2005)

Wolfgang Korte (* 25. Oktober 1949 in Hagen am Teutoburger Wald) ist ein Generalleutnant außer Dienst des Heeres der Bundeswehr und war zuletzt Kommandeur des Joint Warfare Centre der NATO in Stavanger (Norwegen).

## Militärische Laufbahn

### Ausbildung und erste Verwendungen
Nach dem Abitur am Gymnasium Carolinum in Osnabrück trat Korte im Juli 1969 als Grundwehrdienstleistender in die Bundeswehr ein. Der Allgemeinen Grundausbildung und nach Weiterverpflichtung zum Soldat auf Zeit folgte die Offizierausbildung bei der Panzertruppe. Im April 1972, nach Abschluss der Offizierausbildung, wurde Korte bei gleichzeitiger Ernennung zum Berufssoldaten zum Leutnant befördert.
Es folgten Verwendungen als Zugführer eines Panzerzuges und Nachrichtenoffizier (S2) im Bataillonsstab des Panzerlehrbataillons 94 in Munster. Dem schloss sich bis April 1981 die Verwendung als Kompaniechef der 2. Kompanie im selben Bataillon an.

### Stabs- und Kommandeurverwendungen
In den Jahren 1981 und 1983 absolvierte Korte die Ausbildung zum Offizier im Generalstabsdienst an der Führungsakademie der Bundeswehr in Hamburg im 24. Generalstabslehrgang Heer. Anschließend diente er als Logistikstabsoffizier (G4) und Operationsstabsoffizier (G3) bei der Panzerbrigade 12 in Amberg. Von 1987 bis 1988 absolvierte Korte in Fort Leavenworth, Kansa, USA die amerikanische Generalstabsausbildung am US Command and General Staff College. Zurück in Deutschland übernahm er von 1988 bis 1990 in Kümmersbruck bei Amberg das Kommando über das Panzerbataillon 123.
Von 1990 bis 1992 diente Korte im Bundesministerium der Verteidigung in Bonn als Referent für Personalfragen. Dem folgte von 1992 bis 1994 die Funktion als Chef des Stabes der 11. Panzergrenadierdivision in Oldenburg. 1994 kehrte er zurück nach Bonn und übernahm die Leitung des Referats P III 4 im Bundesministerium der Verteidigung bis 1996. In dieser Verwendung war Korte u. a. für die Personalplanung der Generalstabsoffiziere des Heeres verantwortlich. Anschließend kommandierte er bis 16. Juli 1999 die Panzerlehrbrigade 9 in Munster. Während dieser Verwendung erfolgte auch die Ernennung zum Brigadegeneral.

### Dienst im Generalsrang
Korte wurde nach Koblenz zum Heeresführungskommando versetzt und diente dort ab September 1999 als Chef des Stabes. In dieser Verwendung entwickelte er zusammen mit dem Stab das neue Heeresausbildungskonzept für Auslandseinsätze. Darüber hinaus war er für die Entwicklung der Strukturen der neuen Eingreifkräfte des Heeres sowie deren Ausbildungs- und Einsatzplanung verantwortlich. Im Januar 2001 übernahm Korte unter Ernennung zum Generalmajor das Kommando über die 14. Panzergrenadierdivision in Neubrandenburg und führte diese bis zum 1. September 2002. Diesem Kommando folgte von September 2002 bis Februar 2003 ein erster Auslandseinsatz im Rahmen der KFOR (Kosovo Force) in Priština/Kosovo. Korte war dort als stellvertretender Kommandeur für Operationen unter dem italienischen Generalleutnant Fabio Mini eingesetzt.
Korte kehrte im Oktober 2003 nach Koblenz zum Heeresführungskommando zurück und wurde dessen stellvertretender Befehlshaber. Während dieser Verwendung erfolgte ein weiterer Auslandseinsatz, diesmal in Afghanistan. Er diente dort von Februar bis August 2004 als stellvertretender Befehlshaber der ISAF (International Security Assistance Force, V. Rotation) unter dem kanadischen General Rick Hillier. Am 13. Januar 2005 übergab Korte die Dienstgeschäfte beim Heeresführungskommando an seinen Nachfolger Christian Trull und wurde zum 1. März 2005 Amtschef das Heeresamtes in Köln, welches er bis zum 15. November 2006 führte. Am 13. Juli 2007 übernahm er die Dienstgeschäfte als Kommandeur des Joint Warfare Centre im norwegischen Stavanger, gleichzeitig erfolgte die Ernennung zum Generalleutnant. Mit Wirkung zum 1. August 2011 trat Korte in den Ruhestand.

## Privates
Korte ist verheiratet und hat zwei Töchter.